# Dan Sullivan (Politiker, 1964)

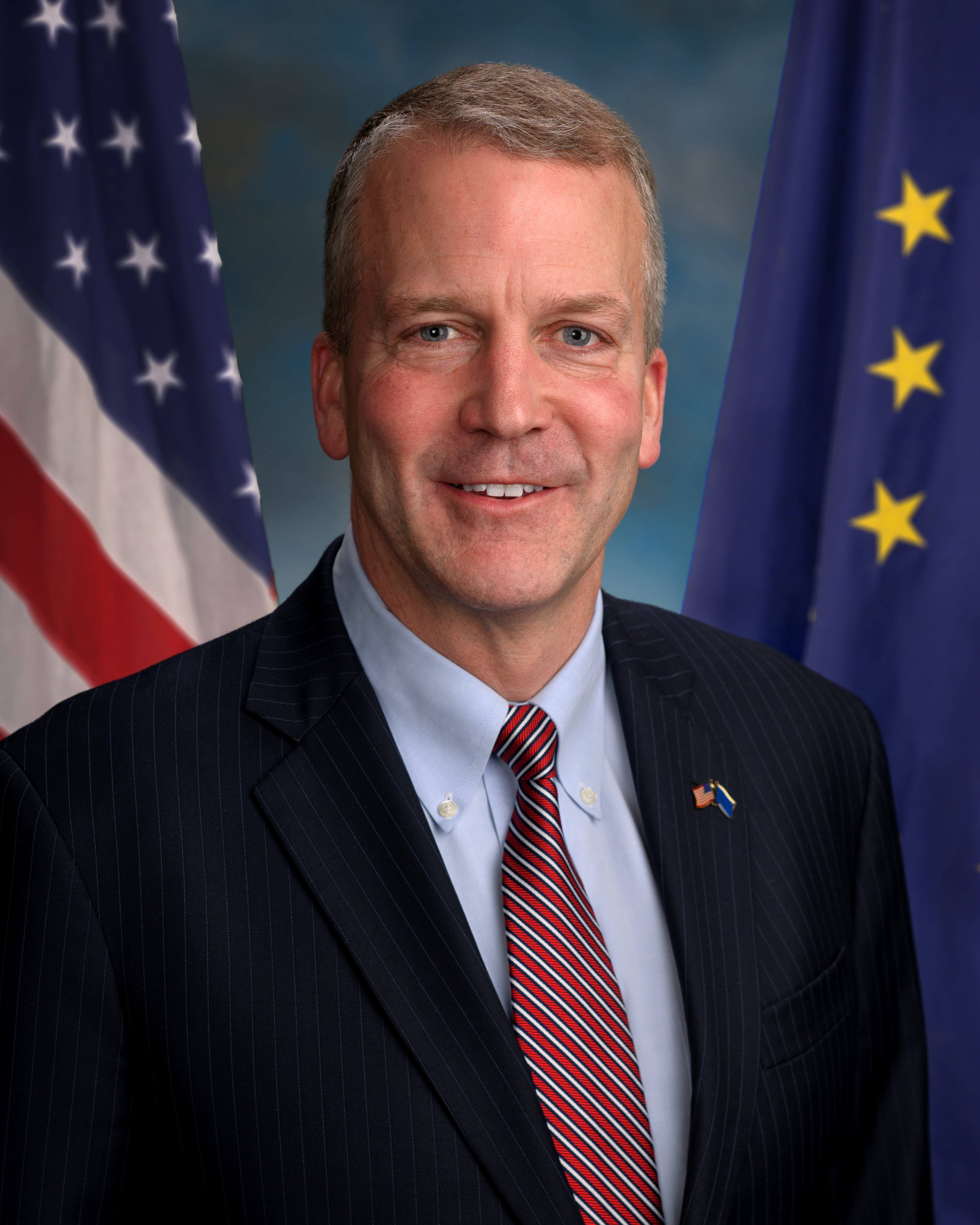
Dan Sullivan (2015)

Daniel Scott „Dan“ Sullivan (* 13. November 1964 in Fairview Park, Ohio) ist ein US-amerikanischer Politiker der Republikanischen Partei. Seit dem 3. Januar 2015 sitzt er für den US-Bundesstaat Alaska im US-Senat.

## Biographie
Sullivan wurde in Fairview Park, einer Kleinstadt im Norden von Ohio geboren, wo er auch aufwuchs. Nachdem er dort die örtlichen Schulen besucht hatte, ging er nach Indiana auf die Culver Military Academy, wo er 1983 abschloss. Anschließend ging er an die Harvard University, wo er Wirtschaft studierte und 1987 mit dem Bachelor of Arts abschloss. Anschließend ging er an die Georgetown University, um dort seinen Juris Doctor in Jura zu machen, welchen er 1993 erhielt. Während seiner Studienzeit an der Georgetown war er Mitglied der Redaktion des Georgetown Law Journal, einer renommierten juristischen Zeitschrift.
1993 verpflichtete er sich schließlich zum Dienst beim United States Marine Corps. Während seiner vierjährigen Dienstzeit war er in Anchorage stationiert. 1997 wurde er ehrenhaft aus dem aktiven Dienst entlassen. Seither wurde er dreimal aus der Reserve in den aktiven Dienst zurückbeordert, zunächst von 2004 bis 2006, im Frühjahr 2009 und letztmals im Juli 2013, wo er für sechs Wochen in Afghanistan stationiert war. 2011 wurde er letztmals befördert, seither bekleidet er den Rang eines Lieutenant Colonel. Für seinen aktiven Dienst erhielt er die Defense Meritorious Service Medal.
Nachdem Sullivan 1997 aus dem aktiven Militärdienst ausgeschieden war, blieb er in Alaska. Direkt nach dem Ende seiner Dienstzeit war er für ein Jahr im Büro des Bundesrichters Andrew Kleinfeld tätig. Von 1998 bis 1999 war er im Büro des Vorsitzenden Richters am Alaska Supreme Court, dem höchsten Gericht des Bundesstaates Alaska, Warren Matthews, tätig. Im Jahr 2000 wurde er Rechtsanwalt bei Perkins Coie, einer großen Anwaltskanzlei in Anchorage. Im gleichen Jahr wurde er zudem als Rechtsanwalt in Alaska zugelassen.
2002 zog es ihn dann nach Washington, D.C. Er wurde im Weißen Haus unter US-Präsident George W. Bush als Mitarbeiter des United States National Economic Council und des United States National Security Council eingesetzt. 2004 verließ er das Weiße Haus. 2006 wurde er von Bush zum Assistant Secretary of State for Economic and Business Affairs im State Departement ernannt und vom US-Senat ohne Diskussion bestätigt. Er war fortan für den Bereich Wirtschaft und Energie zuständig. Diesen Posten hatte er bis zum 1. Januar 2009 inne. Während seiner Zeit im State Departement kaufte er in Anchorage ein Haus, behielt jedoch einen zweiten Wohnsitz in Maryland, auch aus steuerlichen Gründen.
Nach dem Rücktritt von Talis Goldberg als Attorney General von Alaska im Februar 2009 ernannte Gouverneurin Sarah Palin zunächst Wayne Anthony Ross. Diese Nominierung wurde von der Alaska Legislature jedoch nicht bestätigt, so dass Palin nunmehr Sullivan ernannte. Dessen Nominierung wurde vom Parlament bestätigt, im Juni 2009 wurde er vereidigt. Sein letzter Arbeitstag war der 5. Dezember 2010. als er von John J. Burns abgelöst wurde. Am gleichen Tag trat er sein Amt als Commissioner des Alaska Department of Natural Resources, ähnlich einem Minister in einem deutschen Bundesland, an. Er blieb bis zum 24. September 2013 im Amt.
Am 15. Oktober 2013 gab Sullivan seine Kandidatur für den Senatssitz des Demokraten Mark Begich bekannt. Bei den Vorwahlen seiner Partei konnte er sich deutlich gegen zwei Mitbewerber durchsetzen. Während des Wahlkampfes äußerte er seine Ablehnung zu Abtreibungen, es sei denn, das Kind sei beispielsweise durch eine Vergewaltigung entstanden. Bei der Hauptwahl im November 2014 konnte sich Sullivan denkbar knapp gegen Amtsinhaber Begich durchsetzen. Nach der kompletten Stimmauszählung lag Sullivan mit etwas mehr als 6000 Stimmen vor Begich. Sullivan trat sein Amt am 3. Januar 2015 an. Am 6. Januar 2015 wurde er von US-Vizepräsident Joe Biden vereidigt, seither sitzt Sullivan als Junior Senator neben Lisa Murkowski im US-Senat. Er ist Mitglied in den folgenden Ausschüssen: Armed Services, Commerce, Science and Transportation, Environment and Public Works und Veterans’ Affairs. Bei den Wahlen 2020 wurde er für eine zweite Amtszeit (bis zum 3. Januar 2027) wiedergewählt.
Im August 2018 wurde Sullivan als Nachfolger von John McCain zum Vorsitzenden des Board of Directors des International Republican Institute (IRI) ernannt. Das IRI ist die parteinahen Stiftung der Republikaner, die Programme zur Förderung von Demokratie in Entwicklungsländern durchführt.